# برج یانقین (آتش‌نشان)
برج یانقین (آتش‌نشان) یکی از آثار تاریخی مربوط به دورهٔ قاجاریان در شهر تبریز است و در تاریخ ۱۲ اردیبهشت ۱۳۷۷ با شمارهٔ ثبت ۲۰۱۱ به‌عنوان یکی از آثار ملی ایران به ثبت رسیده‌است.
برج آتش‌نشان هم‌اکنون در محوطه ایستگاه آتش‌نشانی نبش خیابان خاقانی و خیابان بهادری تبریز قرار دارد. ارتفاع این برج ۲۳ متر است. این برج در قدیم کارکرد دیده‌بانی داشت و نگهبانی در بالای برج کشیک می‌داد تا در صورت وقوع آتش‌سوزی، توسط زنگی آتش‌نشانان را خبر کند.
در محوطه ایستگاه آتش‌نشانی و در کنار این برج، دستگاه‌های اطفای حریق و پمپاژ آب با پمپ‌های مسی دستی دوطرفه از دوره قاجاریه و همچنین ماشین‌های اطفای حریق و دیگر وسایل مربوط به این حوزه به نمایش درآمده‌اند.

## پانویس

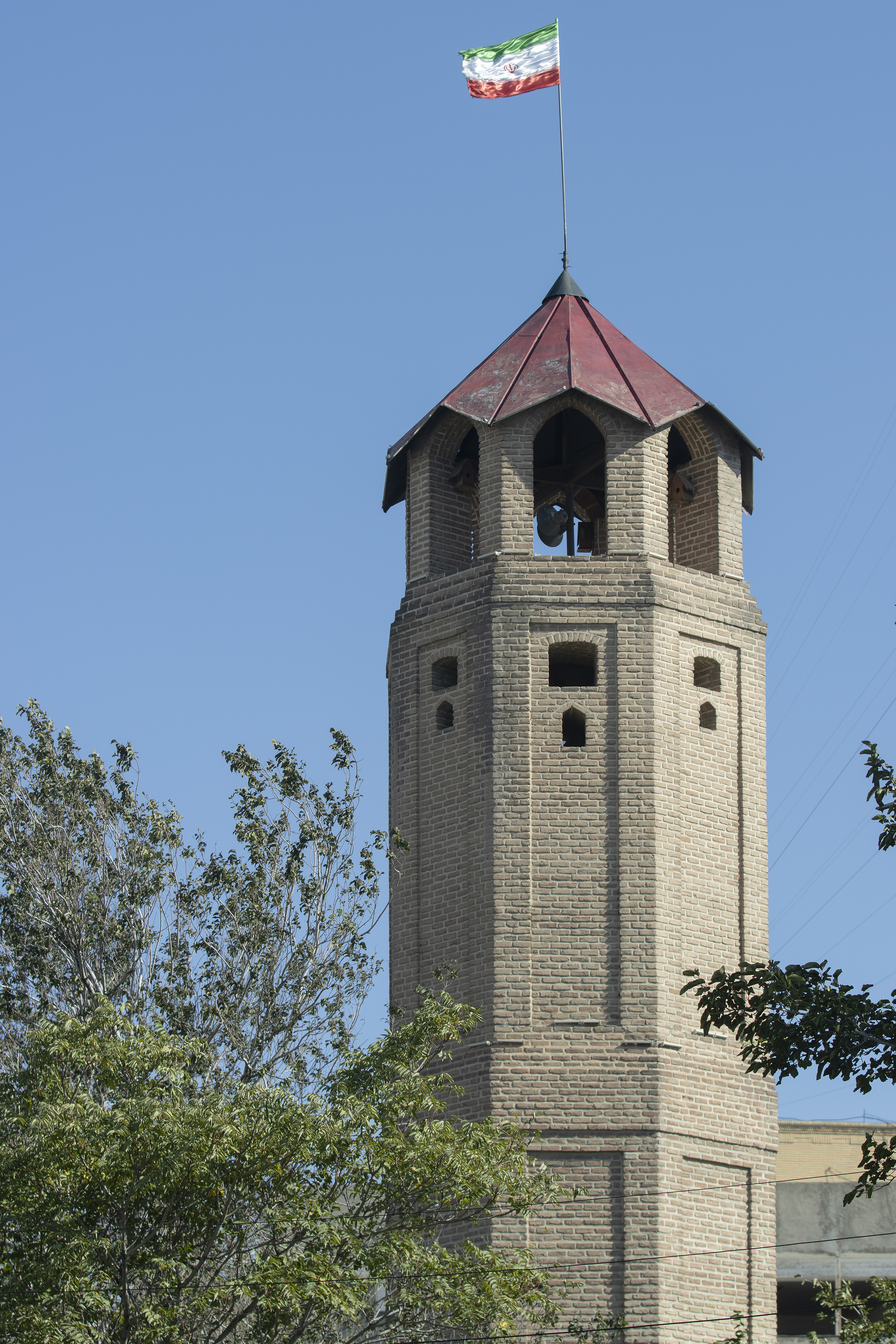
برج دیده بانی مجموعه آتش نشانی تاریخی شهر تبریز مربوط به دوره قاجاریه
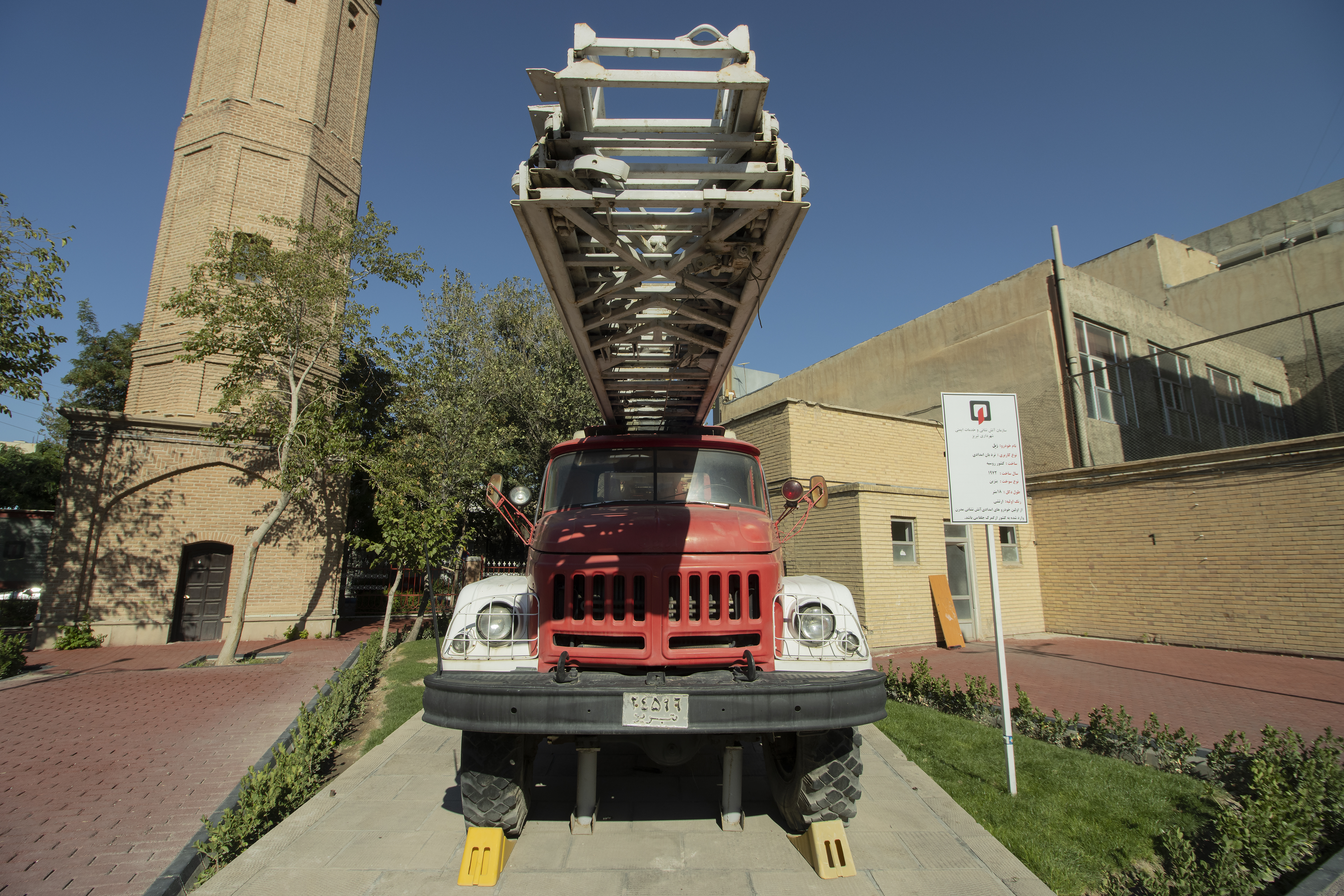
یک ماشین آتش نشانی با نام زیل ساخت کشور روسیه در مجموعه تاریخی آتش نشانی شهر تبریز
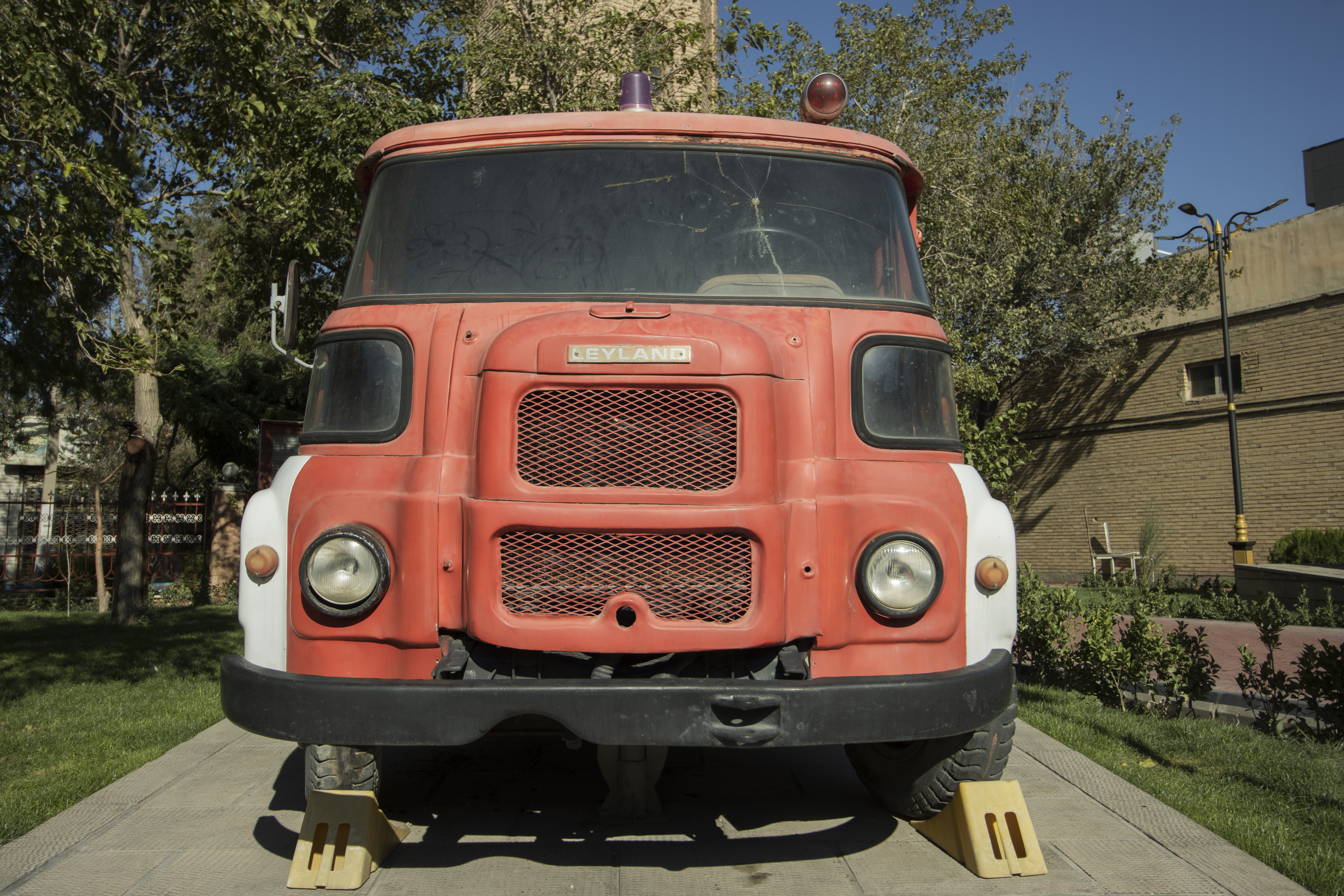
یک ماشین ساخت لیلاند موتورز، ساخت کشور انگلستان
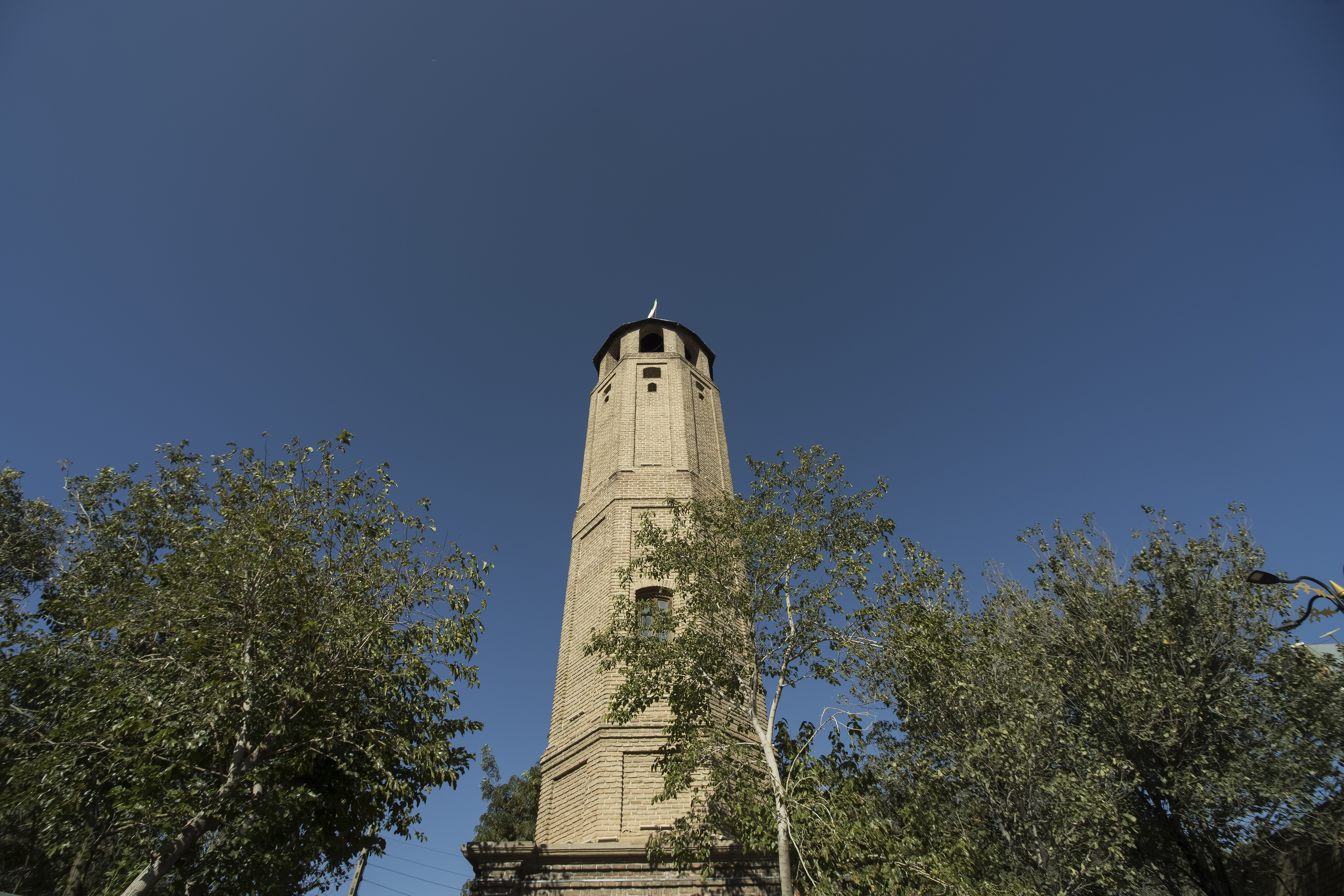
نمای زیرین برج دیده بانی آتش‌نشانی تاریخی شهر تبریز - ایران